# 寒山寺 (上海市)
寒山寺是位於中華人民共和國上海市崇明區城橋鎮的一個佛寺，建筑面积7000多平方米。其供奉的神靈與蘇州的寒山寺相同。

## 歷史
明朝天启四年（1624年），一位名叫朱氏的女子从苏州來到崇明削发成為尼姑，法名颠修，而且建造了寒山寺。中華人民共和國時期，寒山寺的宗教活動一度被禁止。1995年，寒山寺恢复宗教活动。